# بطولة العالم للشطرنج 1908
|                         |              |
| إيمانويل لاسكر          | زيغبرت تاراش |
|                         |              |
| فائز ببطولة العالم 1907 | المتحدي      |
| 39 سنة                  | 46 سنة       |

بطولة العالم للشطرنج بطولة العالم للشطرنج 1908 هي ثامن بطولات العالم الرسمية في الشطرنج تنافس فيها بطل النسخة السابقة إيمانويل لاسكر مع متحديه الجديد زيغبرت تاراش، ونظمت المقابلة في دوسلدورف وميونخ بألمانيا من 17 أوت حتى 30 سبتمبر 1908
تمكن لاسكـر من الدفاع عن لقبه وفاز بالمقابلة بثمان انتصارات مقابل ثلاث خسارات وخمس تعادلات.

## خلفية
قبل بطولة العالم1907 التي خسرها مارشال 8-0، كان تاراش قد لعب مقابلة مع مارشـال كذلك وفاز 8-1 في 1905  وبوقت لاحق من ذلك العام فاز تاراش ببطولة أوستند 1905  وفاز كذلك بالمباراة التي جمعته مع مارشال ولهذا أصبحت المقابلة بينه وبين لاسكر أمرا ملحـا وكانت الفرصة مواتية حين زار هذا الاخير أروبا للمرة الأولى منذ أربع أعوام.
جرت نقاشات طويلة على شروط المقابلة اتفق فيها على لعب المقابلة مقابل 7500 مارك ألماني 4000 للفائز و2500 للخاسر وبالنسبة للوقت ساعة لـ 15 نقلة 

## المقابلة والنتيجة

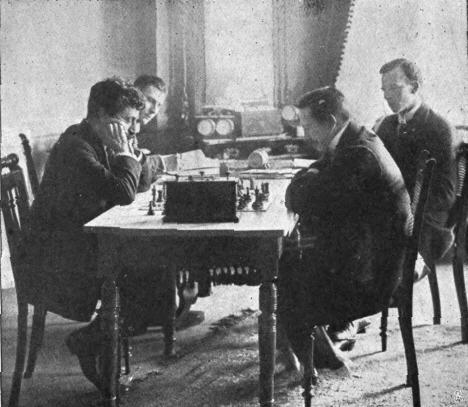
من مقابلة العالم للشطرنج 1908، لاسكر على اليسار وتاراش على اليمين.

أول لاعب يفوز بثمان مباريات يكون بطل العالم.
|                | 1 | 2 | 3 | 4 | 5 | 6 | 7 | 8 | 9 | 10 | 11 | 12 | 13 | 14 | 15 | 16 | الانتصارات | المجموع |
| -------------- | - | - | - | - | - | - | - | - | - | -- | -- | -- | -- | -- | -- | -- | ---------- | ------- |
| إيمانويل لاسكر | 1 | 1 | 0 | 1 | 1 | = | 1 | = | = | 0  | 1  | 0  | 1  | =  | =  | 1  | 8          | 10½     |
| زيغبرت تاراش   | 0 | 0 | 1 | 0 | 0 | = | 0 | = | = | 1  | 0  | 1  | 0  | =  | =  | 0  | 3          | 5½      |
تمكن لاسكر من الفوز والحافظ على لقبه.

## روابط خارجية
- رابط لمباريات البطولة على موقع chessgames.com